# موتوماهی
موتوماهی (نام علمی: Stolephorus indicus) نام یک گونه از تیره موتوماهیان است.